# Polyphaga
Polyphaga là một trong năm phân bộ của bộ bọ cánh cứng, và là phân bộ đông đảo nhất, với sáu nhánh (phân thứ bộ) chia thành 17 liên họ, 152 họ và khoảng hơn 300.000 loài, chiếm xấp xỉ 90% số loài của bộ.
Tên gọi Polyphaga bắt nguồn ghép 2 từ tiếng Hy Lạp poly-, nghĩa là 'nhiều', và phagein, nghĩa là 'ăn'; có thể hiểu nôm na đây là phân bộ bọ cánh cứng ăn nhiều thể loại thức ăn.

## Phân loại

### Phân thứ bộBostrichiformia
Phân thứ bộ Bostrichiformia chứa liên họ duy nhất Bostrichoidea được chia thành 4-5 họ
1. Bostrichoidea
  1. Họ Anobiidae
  2. Họ Bostrichidae
  3. Họ Dermestidae
  4. Họ Endecatomidae
  5. Họ Ptinidae

### Phân thứ bộCucujiformia
1. Liên họ Chrysomeloidea
  1. Họ Cerambycidae
  2. Họ Chrysomelidae
  3. Họ Disteniidae
  4. Họ Megalopodidae
  5. Họ Orsodacnidae
  6. Họ Oxypeltidae
  7. Họ Vesperidae
2. Liên họ Cleroidea
  1. Họ Acanthocnemidae
  2. Họ Chaetosomatidae
  3. Họ Cleridae
  4. Họ Mauroniscidae
  5. Họ Melyridae
  6. Họ Metaxinidae
  7. Họ Phloiophilidae
  8. Họ Phycosecidae
  9. Họ Prionoceridae
  10. Họ Thanerocleridae
  11. Họ Trogossitidae
3. Liên họ Cucujoidea

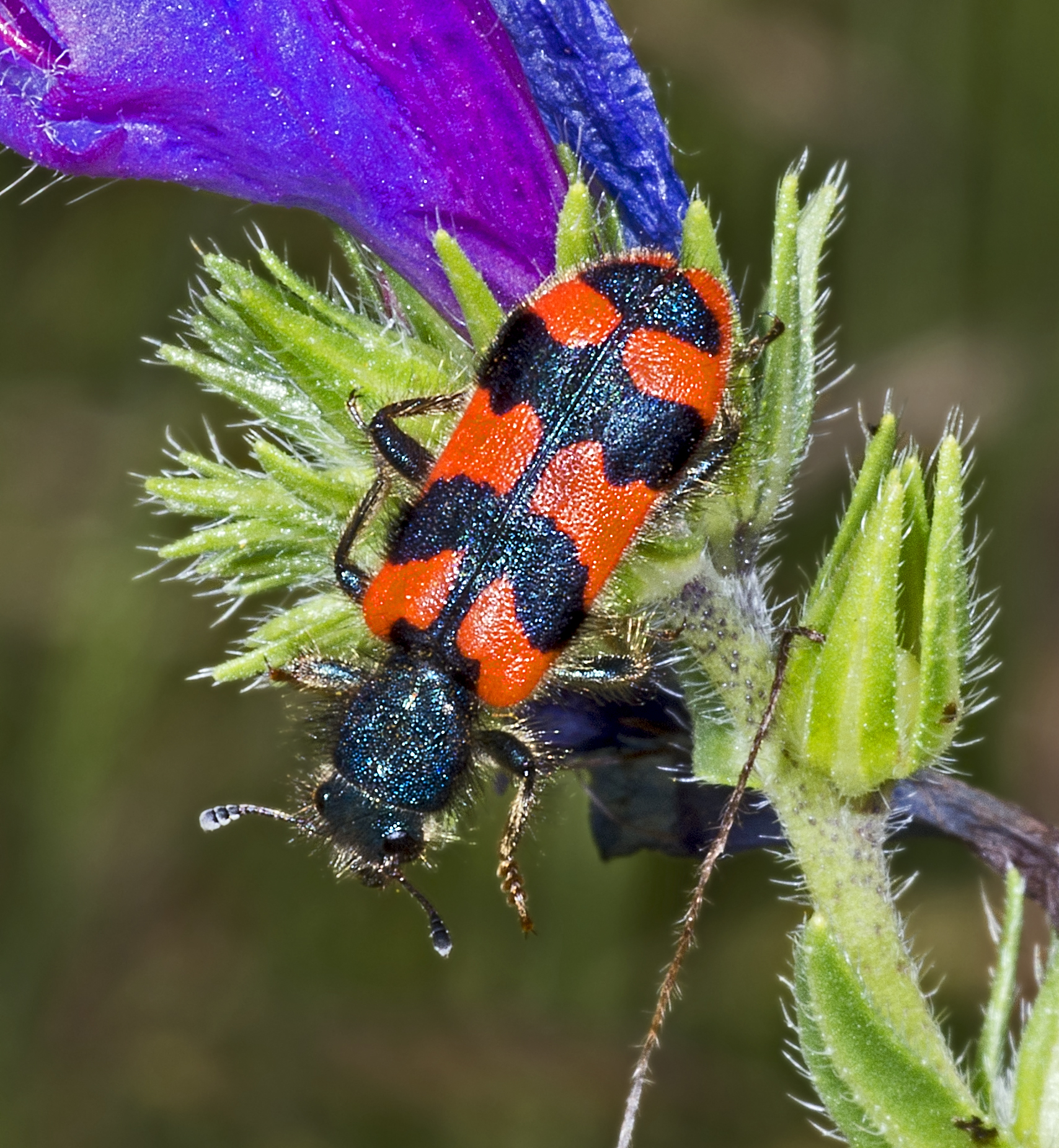
Trichodes alvaerius họ Cleridae

  1. Họ Agapythidae - Akalyptoischiidae - Alexiidae - Biphyllidae - Boganiidae - Bothrideridae - Byturidae - Cavognathidae - Cerylonidae - Coccinellidae - Corylophidae - Cryptophagidae - Cucujidae - Cybocephalidae - Cyclaxyridae - Discolomatidae - Endomychidae - Erotylidae - Helotidae - Hobartiidae - Kateretidae - Laemophloeidae - Lamingtoniidae - Latridiidae - Monotomidae - Myraboliidae - Nitidulidae - Passandridae - Phalacridae - Phloeostichidae - Priasilphidae - Propalticidae - Protocucujidae - Silvanidae - Smicripidae - Sphindidae - Tasmosalpingidae - †Tetrameropseidae
4. Liên họ Curculionoidea
  1. Họ Anthribidae - Attelabidae - Belidae - Brachyceridae - Brentidae - Caridae - Curculionidae - Dryophthoridae - Nemonychidae - †Ulyanidae
5. Liên họ Lymexyloidea
  1. Họ Lymexylidae
6. Liên họ Tenebrionoidea
  1. Họ Aderidae - Anthicidae - Archeocrypticidae - Boridae - Chalcodryidae - Ciidae - Ischaliidae - Melandryidae - Meloidae - Mordellidae - Mycetophagidae - Mycteridae - Oedemeridae - Promecheilidae - Prostomidae - Pterogeniidae - Pyrochroidae - Pythidae - Ripiphoridae - Salpingidae - Scraptiidae - Stenotrachelidae - Synchroidae - Tenebrionidae - Tetratomidae - Trachelostenidae - Trictenotomidae - Ulodidae - Zopheridae

### Phân thứ bộDerodontiformia
Gồm 3 họ trong liên họ duy nhất Derodontoidea
1. 1. Họ Derodontidae
  2. Họ Jacobsoniidae
  3. Họ Nosodendridae

### Phân thứ bộElateriformia

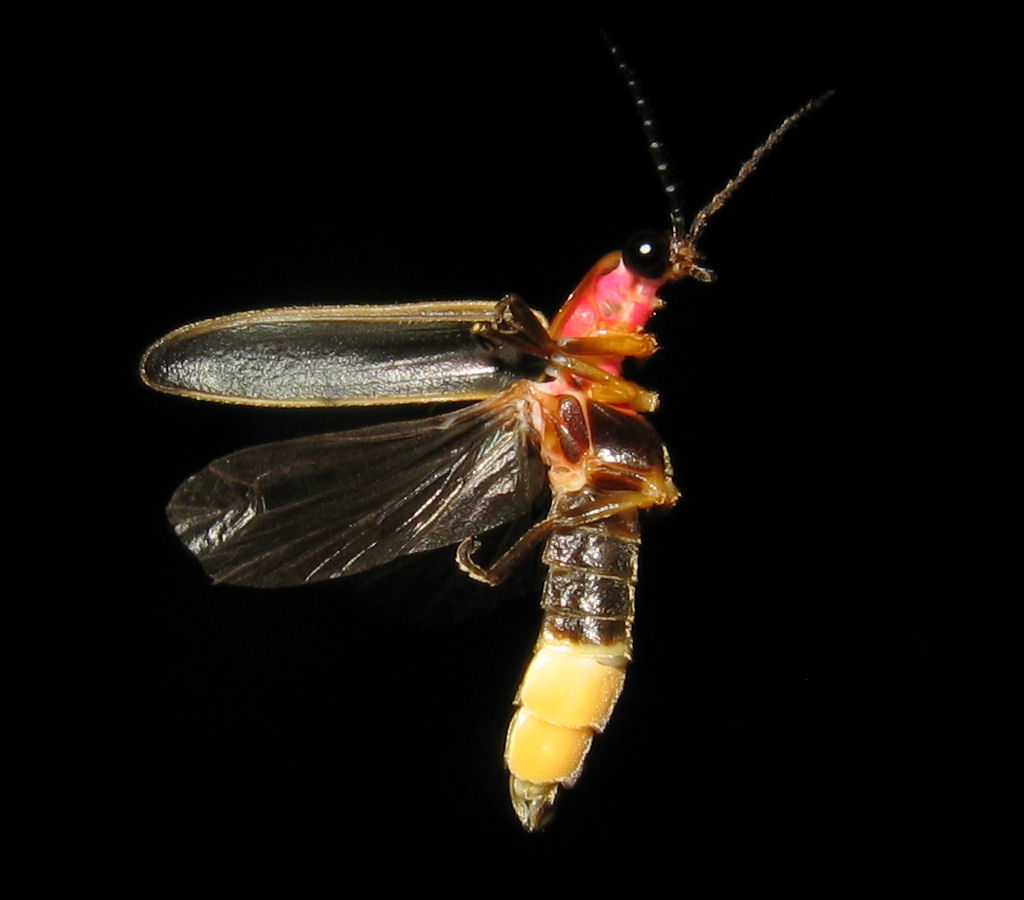
Photinus pyralis họ Lampyridae

Gồm 5 liên họ:
1. Liên họ Buprestoidea
  1. Họ Buprestidae
  2. Họ Schizopodidae
2. Liên họ Byrrhoidea
  1. Họ Byrrhidae
  2. Họ Callirhipidae
  3. Họ Chelonariidae
  4. Họ Cneoglossidae
  5. Họ Dryopidae
  6. Họ Elmidae
  7. Họ Eulichadidae
  8. Họ Heteroceridae
  9. Họ Limnichidae
  10. Họ Lutrochidae
  11. Họ Psephenidae
  12. Họ Ptilodactylidae
3. Liên họ Dascilloidea
  1. Họ Dascillidae
  2. Họ Rhipiceridae
4. Liên họ Elateroidea
  1. Họ Artematopodidae
  2. Họ Brachypsectridae
  3. Họ Cantharidae
  4. Họ Cerophytidae
  5. Họ Elateridae
  6. Họ Eucnemidae
  7. Họ Lampyridae
  8. Họ Lycidae
  9. Họ Omalisidae
  10. Họ Omethidae
  11. Họ Phengodidae
  12. Họ Plastoceridae
  13. Họ Rhagophthalmidae
  14. Họ Rhinorhipidae
  15. Họ Telegeusidae
  16. Họ Throscidae
  17. Họ †Berendtimiridae
  18. Họ †Electrapatidae
  19. Họ †Praelateriidae
5. Liên họ Scirtoidea
  1. Họ Clambidae
  2. Họ Decliniidae
  3. Họ Eucinetidae
  4. Họ Scirtidae
  5. Họ †Elodophthalmidae
  6. Họ †Mesocinetidae

### Phân thứ bộScarabaeiformia

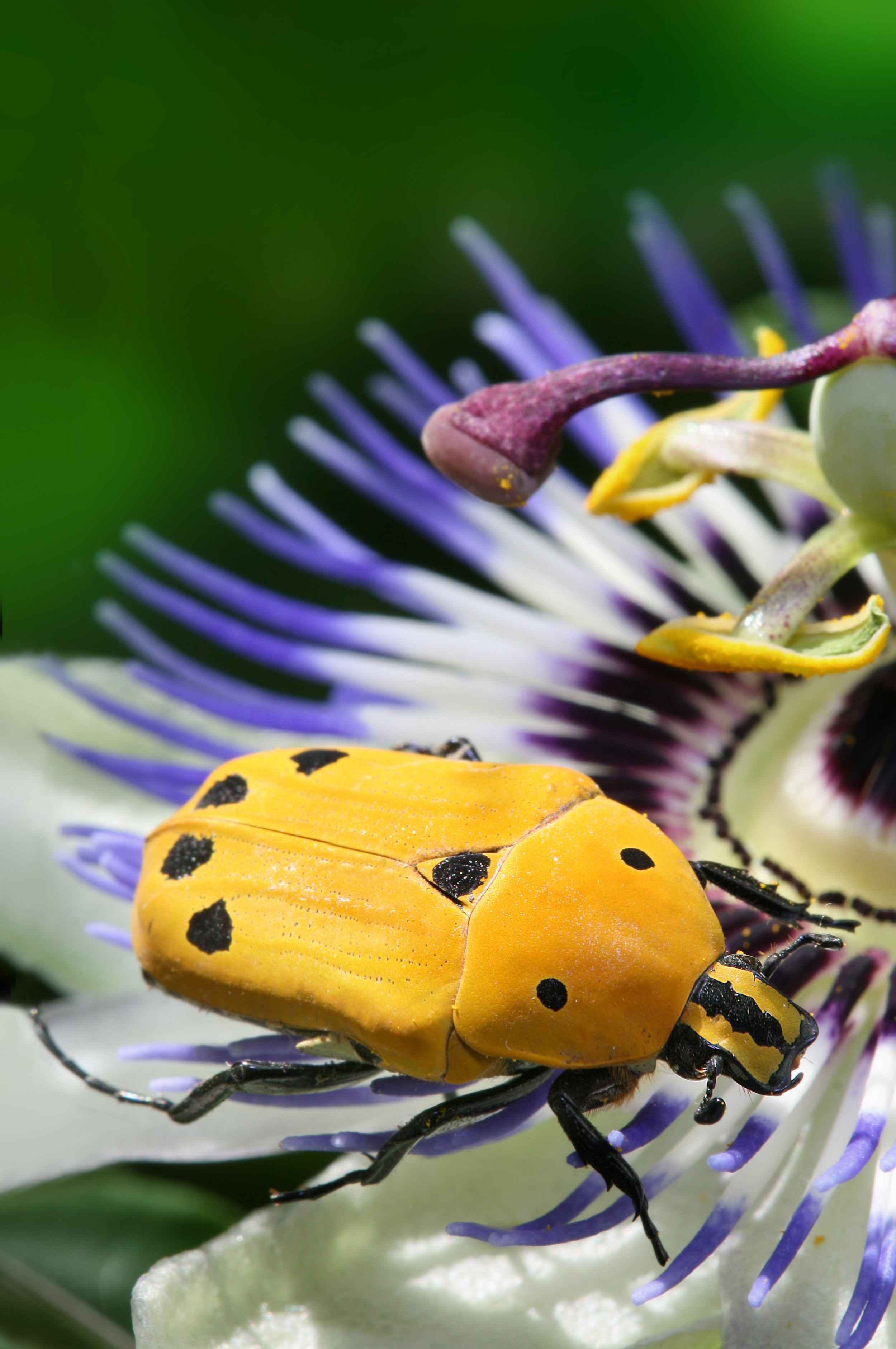
Euchroea auripimenta họ Scarabaeidae

1 liên họ Scarabaeoidea chia thành 16 họ:
1. 1. Họ Belohinidae
  2. Họ Diphyllostomatidae
  3. Họ Geotrupidae
  4. Họ Glaphyridae
  5. Họ Glaresidae
  6. Họ Hybosoridae
  7. Họ Lucanidae
  8. Họ Ochodaeidae
  9. Họ Passalidae
  10. Họ Pleocomidae
  11. Họ Scarabaeidae
  12. Họ Trogidae
  13. Họ †Alloioscarabaeidae
  14. Họ †Lithoscarabaeidae
  15. Họ †Paralucanidae
  16. Họ †Septiventeridae

### Phân thứ bộStaphyliniformia

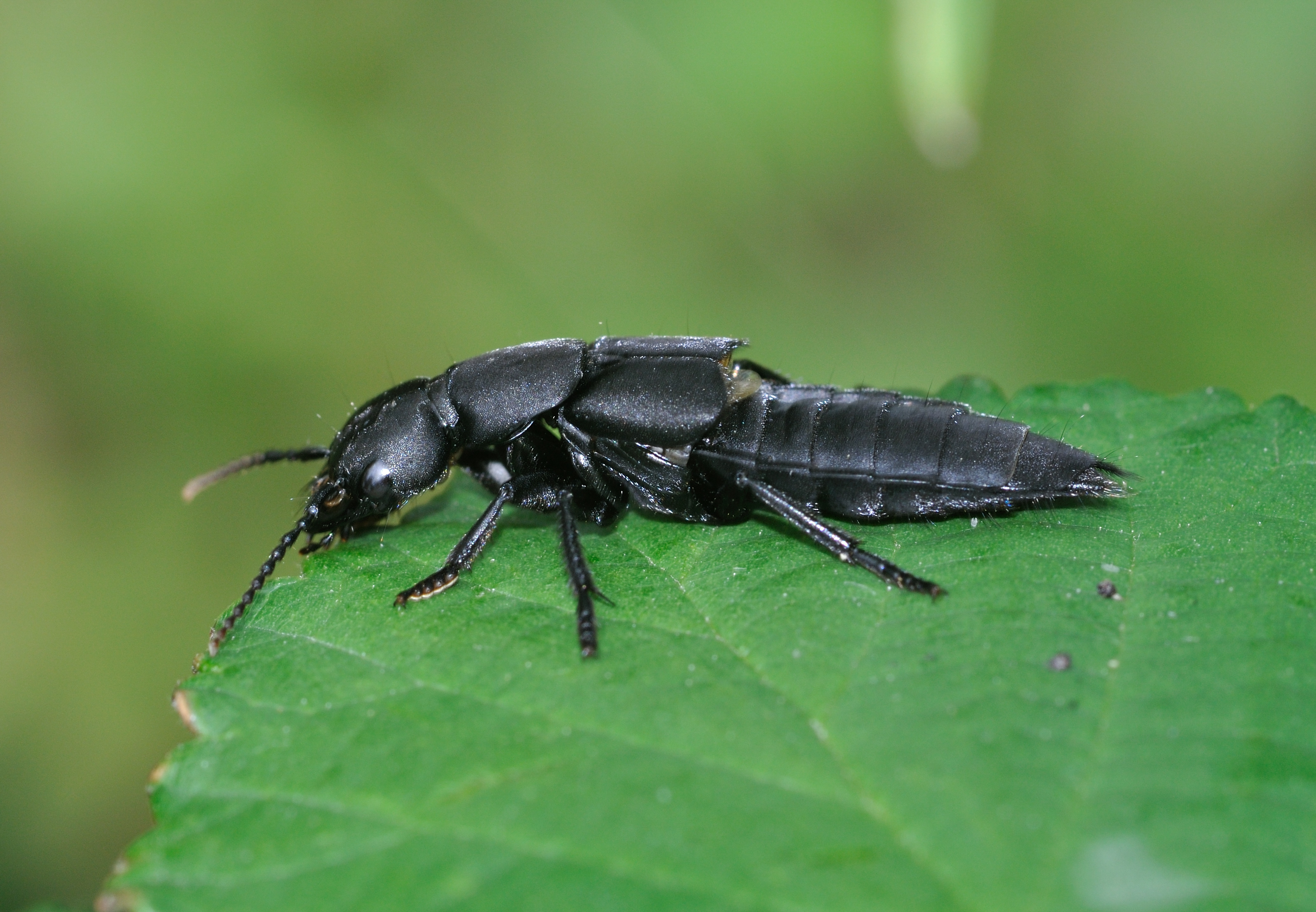
Ocypus olens Staphylininae

3 liên họ:
1. Liên họ Histeroidea
  1. Họ Histeridae
  2. Họ Sphaeritidae
  3. Họ Synteliidae
2. Liên họ Hydrophiloidea
  1. Họ Epimetopidae
  2. Họ Georissidae
  3. Họ Helophoridae
  4. Họ Hydrochidae
  5. Họ Hydrophilidae
  6. Họ Spercheidae
3. Liên họ Staphylinoidea
  1. Họ Agyrtidae
  2. Họ Hydraenidae
  3. Họ Leiodidae
  4. Họ Ptiliidae
  5. Họ Silphidae
  6. Họ Staphylinidae

## Một vài kỷ lục

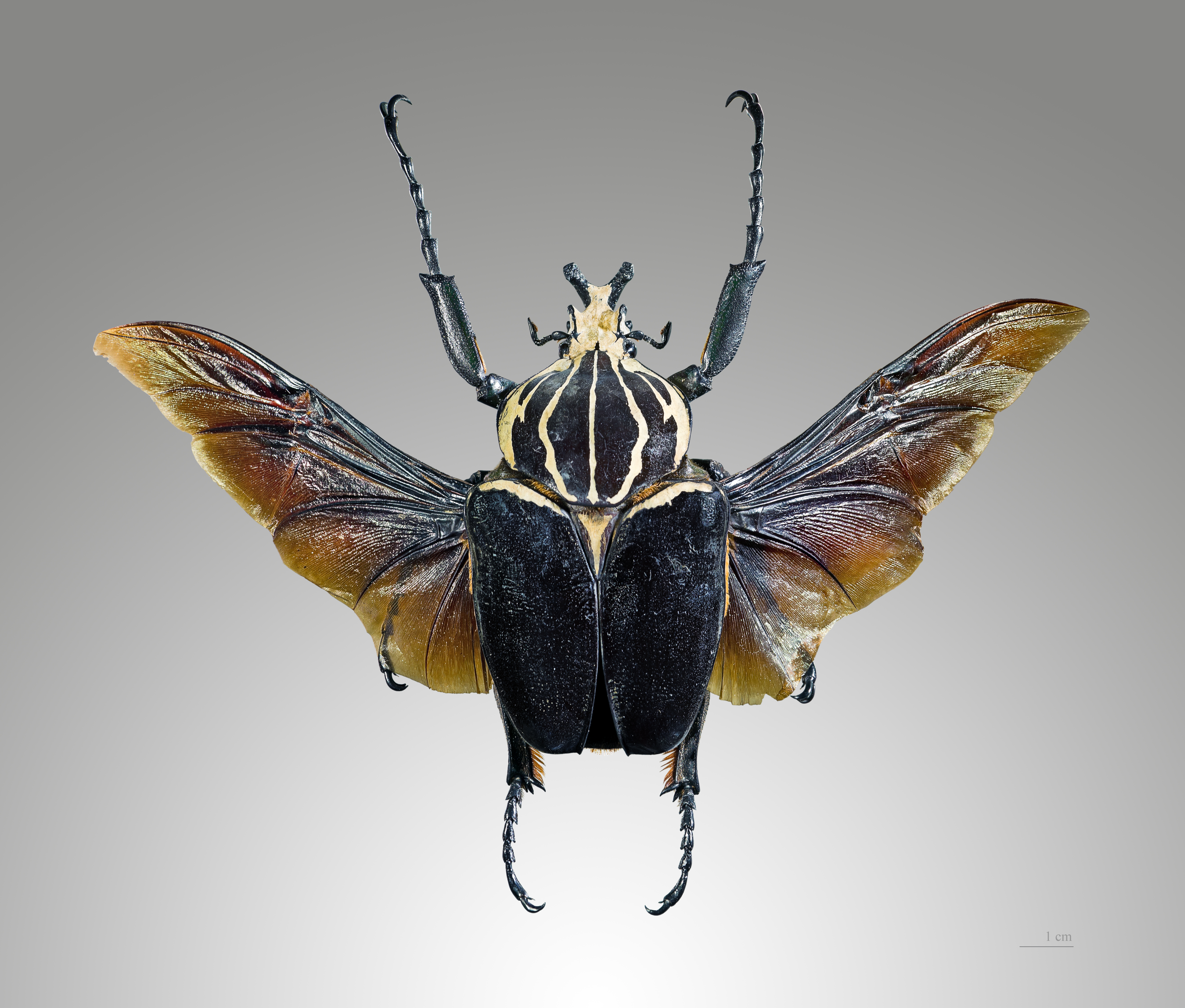
Goliathus goliatus ở Cộng hòa Trung Phi

Bọ cánh cứng Goliath Goliathus goliatus thuộc Họ Bọ hung Scarabaeidae (tên chi và tên loài lấy theo một dũng sĩ khổng lồ của dân tộc Philistines Goliath) với kích thước lên đến 110 mm, 70-100 g, được ghi nhận là loài côn trùng nặng nhất thế giới.